# ارکان جان
اِرکان جان (انگلیسی: Erkan Can؛ زادهٔ ۱ نوامبر ۱۹۵۸) هنرپیشه سینما و تئاتر اهل کشور ترکیه است. وی از سال ۱۹۷۴ میلادی تاکنون مشغول فعالیت بوده‌است. این هنرمند به خاطر بازی در فیلم سینمایی «تقوا: ترس یک مرد از خدا» برندهٔ جایزهٔ پرتقال طلایی از جشنوارهٔ آسیا پاسیفیک شد. از فیلم‌هایی که وی در آن نقش داشته است می‌توان به لبه بهشت، سیاه و سفید،تصادف اشاره کرد. همچنین او در مجموعه تلویزیونی لطیفه یا همان پول سیاه عشق در نقش طاهر دیندار ظاهر شد.